# Arkæologisk område
Et arkæologisk område er et sted (eller en gruppe af fysiske områder), hvor der er bevaret dokumentation for tidligere aktiviteter (enten forhistorisk eller historisk), som er blevet, eller kan blive, undersøgt ved hjælp af arkæologi. Områderne kan variere fra at have meget få synlige spor over jorden til at være hele bygninger og store strukturer der stadig er i brug.
Det er næsten altid vanskeligt at afgrænse et område. Det bliver undertiden brugt til at indikere bosætning i et område, selvom arkæologerne også skal definere grænserne for menneskelig aktivitet omkring dette sted. Ethvert depotfund eller begravelsesområde kan også fungere som arkæologisk område.
Traditionelt skelnes der mellem et arkæologisk område og et arkæologisk artefakt eller struktur. Almindelige strukturer i arkæologiske områder er rester af ildsteder og huse. Ekofakter (biologiske materialer som knogler, skæl og sågar fæces), der er resultat af menneskelig aktivitet, kan også findes. For områder fra palæolitikum og mesolitikum findes der ofte enorme mængder afslag fra fremstillingen af flintredskaber.

## Yderligere læsning
- Dunnell, Robert C., and William S. Dancey, 1983 The Siteless Survey: A Regional Scale Data Collection Strategy, in Advances in Archaeological Method and Theory 6:267-287. M.B. Schiffer, ed.